# Овидия
Овидия (англ. Ovidie, род. 25 августа 1980, Лилль) — французский режиссёр, продюсер, журналист, доктор литературных наук и писатель. Первоначальную известность получила как феминистская порноактриса (снималась с 1999 по 2003 г.), режиссёр порнографических и документальных фильмов.

## Биография
Овидия отказывается сообщать прессе своё настоящее имя. Её родители — либералы, в 2003 году работавшие учителями. Она была замужем; её муж оставил должность преподавателя в Парижском университете. Позже они развелись, но профессиональная деятельность Овидии не была причиной развода.
Овидия описывает себя как средний класс. Её участие в танцах и хореографии и интерес к выражению человеческого тела сыграли определенную роль в привлечении к отрасли.
С декабря 2012 года является обозревателем французской газеты Metronews.
Овидия — убеждённый веган и сторонник прав животных.

## Избранная фильмография
В качестве актрисы:
- 2000: XYZ, John B. Root
- 2000: Ovidie, Clarisse Hahn (Dokumentation)
- 2001: La Fête à Gigi, Alain Payet
- 2001: Claudine, Martin Cognito
- 2001: Der Pornograph (Le Pornographe), Бертран Бонелло
- 2002: Orgasmus n°2, John B. Root
- 2003: Les Plombiers, Wesley Mrozinki
- 2005: All About Anna, Jessica Nilsson

В качестве режиссера:
- 2000: Orgie en noir, Marc Dorcel productions
- 2001: Lilith, Marc Dorcel productions
- 2003: Sexualité mode d’emploi, en 3 volumes, Blue One
- 2004: Premières expériences, Dorcel Productions
- Le Point G (Dokumentarfilm), V.communications
- 2006: Les Concubines, V.Communications

## Музыка
Овидия также активно участвует в музыкальных кругах, организуя андерграундные концерты во Франции для таких музыкантов, как Dernière Volonté, Position Parallèle и другие.

## Награды и номинации
За пять лет в порнобизнесе, Овидия появилась более чем в 60 фильмах и получила семь наград:
- Брюссель 2001
- 2001 Премия Hot d'Or— Hot d’Or d’honneur и Лучший Оригинальный Сценарий (Orgie en noir — сценарист)[6]
- Брюссель 2002
- 2002 Премия Ninfa — Лучшая актриса (публичная)[7]
- Брюссель 2003
- 2004 номинация на Международном фестивале эротики в Брюсселе — Лучшая женская роль (Франция)[8]
- 2009 Почетная премия Hot d’Or[6][9]
- 2013 Feminist Porn Award — фильм года
- 2014 Feminist Porn Award — Лучший режиссёр